# Concord (Alabama)
Concord és una concentració de població designada pel cens dels Estats Units a l'estat d'Alabama. Segons el cens del 2000 tenia 1.809 habitants.

## Demografia
Segons el cens del 2000, Concord tenia 1.809 habitants, 753 habitatges, i 572 famílies. La densitat de població era de 207,3 habitants/km².
Dels 753 habitatges en un 27,8% hi vivien nens de menys de 18 anys, en un 66,5% hi vivien parelles casades, en un 7,6% dones solteres, i en un 24% no eren unitats familiars. En el 22,6% dels habitatges hi vivien persones soles el 12,1% de les quals corresponia a persones de 65 anys o més que vivien soles. El nombre mitjà de persones vivint en cada habitatge era de 2,4 i el nombre mitjà de persones que vivien en cada família era de 2,81.
Per edats la població es repartia de la següent manera: un 19,8% tenia menys de 18 anys, un 7,5% entre 18 i 24, un 27,4% entre 25 i 44, un 27,2% de 45 a 60 i un 18,1% 65 anys o més.
L'edat mitjana era de 42 anys. Per cada 100 dones hi havia 91 homes. Per cada 100 dones de 18 o més anys hi havia 88,3 homes.
La renda mitjana per habitatge era de 52.665 $ i la renda mitjana per família de 55.129 $. Els homes tenien una renda mitjana de 35.825 $ mentre que les dones 26.406 $. La renda per capita de la població era de 23.191 $. Aproximadament l'1,5% de les famílies i el 2,4% de la població estaven per davall del llindar de pobresa.

## Poblacions properes
El següent diagrama mostra les poblacions més properes.